# Xã Highland, Quận Brown, South Dakota
Xã Highland (tiếng Anh: Highland Township) là một xã thuộc quận Brown, tiểu bang Nam Dakota, Hoa Kỳ. Năm 2010, dân số của xã này là 86 người.